# Microphalera
Microphalera är ett släkte av fjärilar. Microphalera ingår i familjen tandspinnare.
Kladogram enligt Catalogue of Life:
| Microphalera | \| \| Microphalera alboaccentuata \| \| \| \| \| \| Microphalera grisea \| \| \| \| |
|              | \| \| Microphalera alboaccentuata \| \| \| \| \| \| Microphalera grisea \| \| \| \| |
|              | Microphalera alboaccentuata                                                         |
|              |                                                                                     |
|              | Microphalera grisea                                                                 |
|              |                                                                                     |

## Bildgalleri

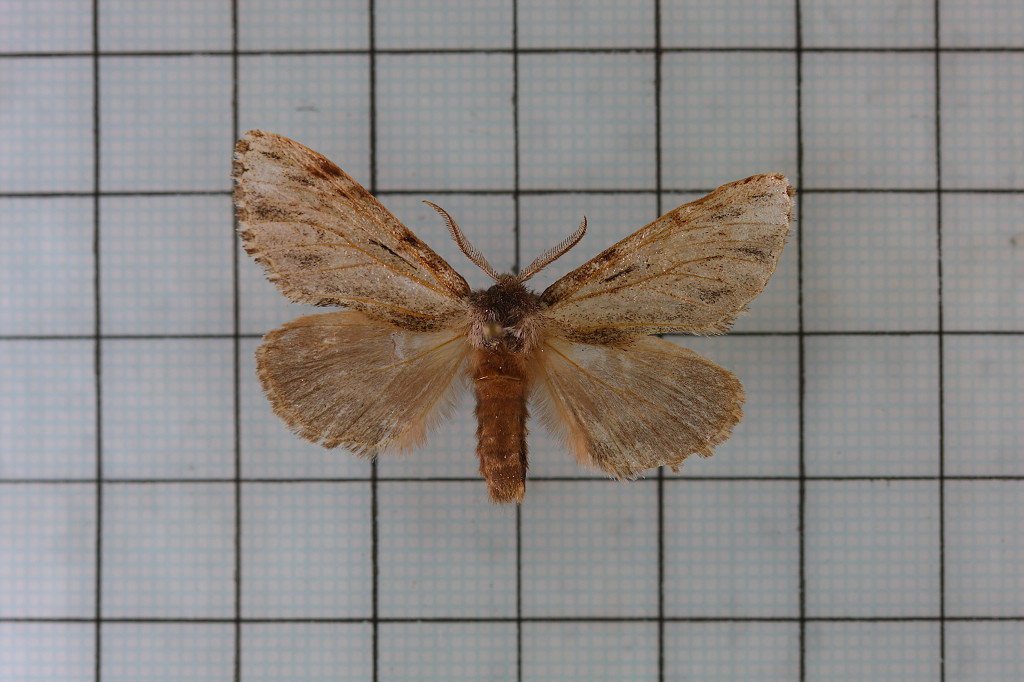